# Anormenis media
Anormenis media är en insektsart som först beskrevs av Melichar 1902.  Anormenis media ingår i släktet Anormenis och familjen Flatidae. Inga underarter finns listade i Catalogue of Life.